# Fort Liard Airport
Fort Liard Airport är en flygplats i Kanada. Den ligger i den centrala delen av landet, 3 500 km väster om huvudstaden Ottawa. Fort Liard Airport ligger 215 meter över havet.
Terrängen runt Fort Liard Airport är platt åt nordväst, men åt sydost är den kuperad. Fort Liard Airport ligger nere i en dal. Trakten runt Fort Liard Airport är nära nog obefolkad, med mindre än två invånare per kvadratkilometer.. Närmaste större samhälle är Fort Liard, 0,74 km öster om Fort Liard Airport.
I omgivningarna runt Fort Liard Airport växer i huvudsak barrskog.